# Аптека у Сальватора
Аптека у Сальватора (словац. Lekáreň u Salvátora) — здание в стиле неоренессанс и одна из старейших аптек в Старом городе Братиславы, Словакия, построенное фармацевтом Рудольфом Адлером в 1904 году.
На фасаде здания установлена каменная статуя Христа Спасителя работы скульптора Алоиза Ригеле. Первый этаж предназначен для размещения аптеки, на верхних этажах здания расположены 10 квартир, частично занятых сотрудниками Словацкого национального театра. С 1963 года здание является охраняемым памятником культуры и является одним из наиболее ярких примеров архитектуры неоренессанса в Братиславе. Аптека Сальватор расположена в непосредственной близости от монументального собора Святого Мартина и является частью большинства экскурсий по городу.
В период с 1904 по 1995 год и, после перерыва, с 2023 года в здании располагается барочный кабинет редчайшей иезуитской аптеки 1727 года. В число этих объектов входят мраморный фармацевтический стол, поддерживаемый шестью львами, старинный кассовый аппарат, газовая люстра, набор фармацевтических контейнеров и различная другая мебель. Этот кабинет уникален не только богатым убранством в стиле барокко, но и интересен своей увлекательной историей. За более чем 300-летнюю историю его переносили четыре раза, он был церковной, частной и национальной собственностью, около половины его жизни тесно связана с орденом иезуитов.

## История аптеки
Антикварный аптекарский кабинет бывшей иезуитской аптеки был изготовлен около 1727 года для нужд резиденции св. Мартина в Прессбурге (нынешняя Братислава). Некоторые его части датируются 1658 годом и, вероятно, были частью более раннего аптечного кабинета, который был скомплектован и подарен иезуитам архиепископом Эстергомским Юрайем (Дьёрдем) Липпаем.
В 1727 году была проведена официальная проверка всех аптек и иезуитам было предоставлено право управлять аптекой и продавать лекарства. В этом году была изготовлена значительная часть барочной мебели аптеки. После упразднения ордена иезуитов кабинет был продан на аукционе, и в 1775 году его первым частным владельцем стал аптекарь Кароль Сессель. Впоследствии, с 1819 по 1884 год у аптечного кабинета сменилось ещё несколько владельцев. В 1833 году его перенесли во дворец графа Чаки. С 1884 года комплект принадлежал доктору Рудольфу Адлеру, который построил для него дом Св. Сальватора на Панской, 35 в Братиславе, где в 1904 году и разместил аптечный кабинет на первом этаже. Помещение аптеки было выстроено похожим на первоначальную аптеку иезуитов и было дополнено потолочной лепниной и четырьмя аллегорическими картинами местных художников-любителей Й. Штанковича и Р. Адлер, дочери аптекаря. В этот период комплект был дополнен некоторыми элементами, такими как часы венского производства, видоизмененные фризы на фасаде шкафа и остекление части витрин.

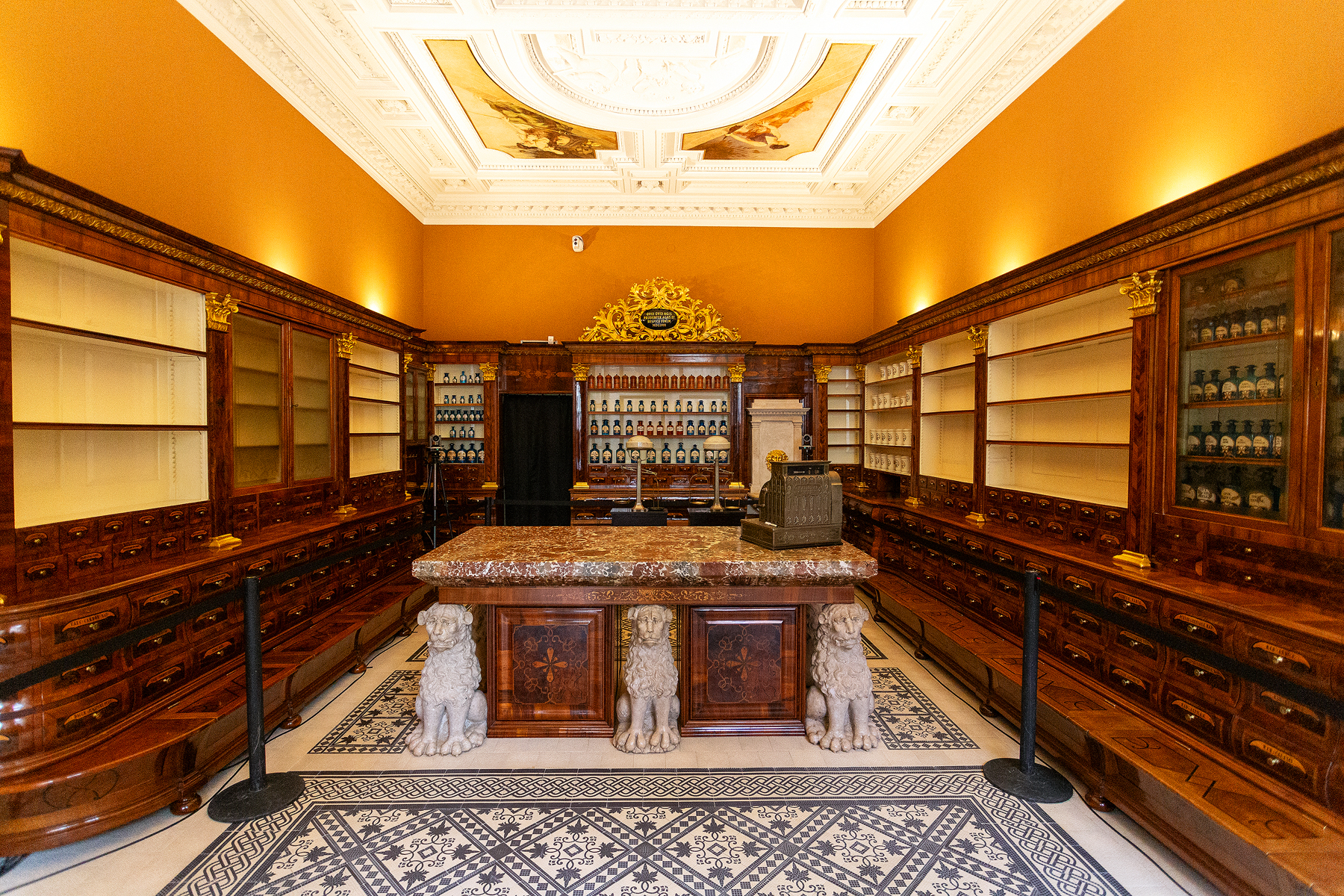
Интерьер аптеки

После смерти доктора Рудольфа Адлера в 1906 году аптека перешла в руки арендаторов. В 1950 году аптека перешла в государственную собственность и проработала до 1995 года. В 1995 году комплект антикварной мебели аптеки попал в частные руки, был разобран и вывезен за пределы Братиславы. Следующие 15 лет судьба мебели была неизвестна вплоть до 2010 года, когда комплект был куплен частным коллекционером и фармацевтом Эриком Ковачем, который полностью отреставрировал кабинет и построил для его установки современное здание в Нове-Место-над-Вагом. В новом здании было спроектировано помещение для аптеки, представлявшее собой копию оригинальной аптеки в доме Сальватора, включая копию оригинального лепного потолка и плитки. Помимо кабинета в стиле барокко, в музее хранилась обширная коллекция фармацевтических артефактов, относящихся к XVI веку.
Город Братислава в 2020 году приобрёл право собственности на здание аптеки Сальватора и выразил заинтересованность в переносе барочного кабинета обратно в его первоначальное помещение. Переговоры прошли успешно и в 2021 году комплект исторической мебели был приобретён в собственность города. Два года ушло на реставрацию помещения исторической аптеки и размещение анткварного аптечного кабинета. 28 октября 2023 года состоялось торжественное открытие аптеки после реставрации.